# Каджар, Чингиз Овейс оглы
Чингиз Овейс оглы Каджар (азерб. Çingiz Oveys oğlu Qacar; 6 июня 1929, Баку — 12 июня 2021, Баку) — азербайджанский физик и общественный деятель, доктор физико-математических наук, профессор, академик и действительный член Национальной академии наук Азербайджана. Заслуженный деятель науки Азербайджанской ССР, лауреат Государственной премии Азербайджанской ССР.

## Биография
Чингиз Овейс оглы Каджар родился в 1929 году в Баку в семье радиоинженера Султан-Овейс Каджара, являвшегося сыном принца Али-Кули-мирзы Каджара. Так же как и его отец, окончил Ленинградский политехнический институт (поступил в 1947 году, окончил — в 1953). По окончании института 17 июля 1953 года был зачислен старшим лаборантом геофизической экспедиции Института физики и математики АН Азербайджанской ССР.
1 сентября 1953 года Чингиз Каджар был переведен на должность младшего научного сотрудника, 1 июня 1961 года — старшего инженера, 16 сентября 1963 года — исполняющего обязанности старшего научного сотрудника, а 1 января 1964 года — старшего научного сотрудника.
Чингиз Каджар является автором около 200 научных трудов, в том числе 30, которые были опубликованы за рубежом. Им впервые была проведена дешифровка спектров вращения молекул этила, пропила, изопропилового спирта и этилмеркаптана, изучена их структурная конформация и определены диппольные моменты. Также Каджар впервые наблюдал в спектрах вращения этих молекул квантовые двойные резонансы радиоволн, микроволн и микро-микроволн.
В 1970 году преподавал на факультете физики Азербайджанского государственного университета. 26 февраля 1971 года стал заведующим лабораторией микроволновой спектроскопии в Институте физики. В 1973 году защитил докторскую диссертацию на тему «Микроволновая спектроскопия некоторых одноатомных спиртов и их замещенных».
В 1980 избран членом-корреспондентом, а в 2001 году — действительным членом Академии наук Азербайджана. Подготовил 6 докторов наук и 24 доктора философии.
11 мая 1982 года был удостоен Государственной премии Азербайджанской ССР (за комплекс работ по созданию научных основ разработки конструкций и технологии производства электронных приборов широкого применения), а 1 февраля 1990 года ему было присвоено звание Заслуженного деятеля науки Азербайджанской ССР. В 2004 году распоряжением президента Азербайджана Ильхама Алиева за заслуги в развитии науки в Азербайджане награждён орденом «Слава», а в 2014 году — премией имени Насреддина Туси. Также Чингиз Каджар является лауреатом премии им. Вавилова по научному приборостроению.
Помимо научных работ, Чингиз Каджар является также автором ряда книг по истории Азербайджана, таким как «Выдающиеся сыны древнего и средневекового Азербайджана», «Каджары», «Старый Баку», «Старая Шуша». Последняя книга в 2007 году была удостоена золотой медали в номинации «Арт-книга» на IV Международном конкурсе «Книжное искусство» в Москве. В 2016 году состоялась презентация его книги «Нахчыван — один из древнейших городов мира».
Также Чингиз Каджар много лет занимается коллекционированием предметов прикладного искусства Азербайджана.
Скончался 12 июня 2021 года в Баку. Похоронен на II Аллее почётного захоронения в Баку.